# Corrado Mastantuono
Pour les articles homonymes, voir Mastantuono.
Corrado Mastantuono, né le 20 décembre 1962 à Rome, est un auteur de bande dessinée italien, surtout connu comme dessinateur d'histoires grand public publiées par Sergio Bonelli Editore et Disney Italie.

## Récompense
- 2003 : Prix Micheluzzi du meilleur dessinateur pour Magico Vento (it) et Bum Bum Ghigno (id)